# Бернардо де Иригојен (град)
Бернардо де Иригојен је град у провинцији Мисионес у Аргентини. Према попису становништва из 2001. године има 10.889 становника и главни је град Генералног департмана Мануел Белграно. Носи име истакнутог политичара и дипломате Бернарда де Иригојена.

## Локација
Град се налази на најисточнијој тачки Аргентине, на граници са Бразилом, поред Dionísio Cerqueira (држава Санта Катарина) и Barracão (држава Парана), важног улаза у земљу. Лежи на брду Barracón, на надморској висини од 835 м, највишој тачки у Мисионес-у, поред Националне руте 14, која повезује аргентинску Месопотамију са другим регионима.
Општина садржи део од 84.000 хектара (210.000 хектара) провинцијског парка Urugua-í, створеног 1990. 

## Клима
Бернардо де Иригојен има суптропску планинску климу са обилним кишама сваке сезоне (ЦФА у Кепеновој класификацији климата, уско граничи са ЦФБ, јер је најтоплији месец у просеку тачно 22°C). Због своје надморске висине, има најхладнију климу међу градовима провинције Мисионес, са просечном температуром од 18,3°C.
| Клима Бернардо де Иригојен, Мисионес (1982–1998, екстремно 1984–2016) | Клима Бернардо де Иригојен, Мисионес (1982–1998, екстремно 1984–2016) | Клима Бернардо де Иригојен, Мисионес (1982–1998, екстремно 1984–2016) | Клима Бернардо де Иригојен, Мисионес (1982–1998, екстремно 1984–2016) | Клима Бернардо де Иригојен, Мисионес (1982–1998, екстремно 1984–2016) | Клима Бернардо де Иригојен, Мисионес (1982–1998, екстремно 1984–2016) | Клима Бернардо де Иригојен, Мисионес (1982–1998, екстремно 1984–2016) | Клима Бернардо де Иригојен, Мисионес (1982–1998, екстремно 1984–2016) | Клима Бернардо де Иригојен, Мисионес (1982–1998, екстремно 1984–2016) | Клима Бернардо де Иригојен, Мисионес (1982–1998, екстремно 1984–2016) | Клима Бернардо де Иригојен, Мисионес (1982–1998, екстремно 1984–2016) | Клима Бернардо де Иригојен, Мисионес (1982–1998, екстремно 1984–2016) | Клима Бернардо де Иригојен, Мисионес (1982–1998, екстремно 1984–2016) | Клима Бернардо де Иригојен, Мисионес (1982–1998, екстремно 1984–2016) |
| Показатељ \ Месец                                                     | .Јан.                                                                 | .Феб.                                                                 | .Мар.                                                                 | .Апр.                                                                 | .Мај.                                                                 | .Јун.                                                                 | .Јул.                                                                 | .Авг.                                                                 | .Сеп.                                                                 | .Окт.                                                                 | .Нов.                                                                 | .Дец.                                                                 | .Год.                                                                 |
| --------------------------------------------------------------------- | --------------------------------------------------------------------- | --------------------------------------------------------------------- | --------------------------------------------------------------------- | --------------------------------------------------------------------- | --------------------------------------------------------------------- | --------------------------------------------------------------------- | --------------------------------------------------------------------- | --------------------------------------------------------------------- | --------------------------------------------------------------------- | --------------------------------------------------------------------- | --------------------------------------------------------------------- | --------------------------------------------------------------------- | --------------------------------------------------------------------- |
| Апсолутни максимум, °C (°F)                                           | 34,2 (93,6)                                                           | 34,3 (93,7)                                                           | 35,7 (96,3)                                                           | 31,2 (88,2)                                                           | 29,1 (84,4)                                                           | 26,0 (78,8)                                                           | 27,3 (81,1)                                                           | 31,8 (89,2)                                                           | 34,0 (93,2)                                                           | 33,2 (91,8)                                                           | 32,8 (91)                                                             | 34,7 (94,5)                                                           | 35,7 (96,3)                                                           |
| Максимум, °C (°F)                                                     | 28,1 (82,6)                                                           | 26,7 (80,1)                                                           | 26,5 (79,7)                                                           | 23,7 (74,7)                                                           | 20,5 (68,9)                                                           | 19,0 (66,2)                                                           | 19,2 (66,6)                                                           | 21,7 (71,1)                                                           | 22,3 (72,1)                                                           | 24,2 (75,6)                                                           | 26,4 (79,5)                                                           | 27,7 (81,9)                                                           | 23,8 (74,8)                                                           |
| Просек, °C (°F)                                                       | 22,0 (71,6)                                                           | 21,2 (70,2)                                                           | 20,8 (69,4)                                                           | 18,6 (65,5)                                                           | 15,8 (60,4)                                                           | 14,3 (57,7)                                                           | 14,2 (57,6)                                                           | 16,4 (61,5)                                                           | 16,5 (61,7)                                                           | 18,2 (64,8)                                                           | 20,2 (68,4)                                                           | 21,5 (70,7)                                                           | 18,3 (64,9)                                                           |
| Минимум, °C (°F)                                                      | 19,1 (66,4)                                                           | 18,2 (64,8)                                                           | 17,8 (64)                                                             | 15,7 (60,3)                                                           | 13,0 (55,4)                                                           | 11,3 (52,3)                                                           | 11,0 (51,8)                                                           | 13,2 (55,8)                                                           | 13,1 (55,6)                                                           | 15,2 (59,4)                                                           | 16,9 (62,4)                                                           | 18,4 (65,1)                                                           | 15,2 (59,4)                                                           |
| Апсолутни минимум, °C (°F)                                            | 9,8 (49,6)                                                            | 9,1 (48,4)                                                            | 5,9 (42,6)                                                            | 1,7 (35,1)                                                            | −1,0 (30,2)                                                           | −1,7 (28,9)                                                           | −3,7 (25,3)                                                           | −3,1 (26,4)                                                           | −0,5 (31,1)                                                           | 2,5 (36,5)                                                            | 5,1 (41,2)                                                            | 7,7 (45,9)                                                            | −3,7 (25,3)                                                           |
| Количина падавина, mm (in)                                            | 184,2 (7,252)                                                         | 237,3 (9,343)                                                         | 174,3 (6,862)                                                         | 196,2 (7,724)                                                         | 216,4 (8,52)                                                          | 208,5 (8,209)                                                         | 159,8 (6,291)                                                         | 145,8 (5,74)                                                          | 193,9 (7,634)                                                         | 245,3 (9,657)                                                         | 209,7 (8,256)                                                         | 173,9 (6,846)                                                         | 2.345,3 (92,335)                                                      |
| Релативна влажност, %                                                 | 73                                                                    | 79                                                                    | 75                                                                    | 76                                                                    | 72                                                                    | 75                                                                    | 71                                                                    | 68                                                                    | 71                                                                    | 77                                                                    | 70                                                                    | 72                                                                    | 73                                                                    |
| Извор #1: Secretaria de Mineria                                       |                                                                       |                                                                       |                                                                       |                                                                       |                                                                       |                                                                       |                                                                       |                                                                       |                                                                       |                                                                       |                                                                       |                                                                       |                                                                       |
| Извор #2: Servicio Meteorológico Nacional (Argentina) (extremes)      |                                                                       |                                                                       |                                                                       |                                                                       |                                                                       |                                                                       |                                                                       |                                                                       |                                                                       |                                                                       |                                                                       |                                                                       |                                                                       |